# 려은희
려은희(1994년 8월 9일~)은 조선민주주의인민공화국의 역도 선수이다. 2013년 세계 역도 선수권 대회에서 여자 69kg에 참가해 은메달을 획득했으며,다음해에 열린 2014년 아시안 게임에 참가했다.